# Luchthaven Lhasa Gonggar
De luchthaven Lhasa Gonggar is een vliegveld op ongeveer 45 km ten zuidzuidwesten van Lhasa in Tibetaanse Autonome Regio, China, in het arrondissement Gongkar aan de zuidelijke oever van de rivier Yarlung Tsangpo.

## Landingsbaan
Lhasa Gonggar ligt op een hoogte van 3500 meter, waarmee het lager ligt dan de luchthaven Chamdo Bangda dat eveneens in Tibet ligt op een hoogte van 4334 meter. Vanwege de lage luchtdruk hebben vliegtuigen een langere landingsbaan nodig. De landingsbaan op Lhasa Gonggar heeft een lengte van 4000 meter lang.

## Bestemmingen
Het vliegveld werd maart 1956 in gebruik genomen met vluchten naar Peking en Chengdu. De verbindingen werden daarna verder uitgebreid naar de steden Shanghai, Kanton, Hongkong, Chongqing, Xi'an, Xining, Kunming, Diqing en Chamdo. Internationaal staat het in verbinding met Kathmandu in Nepal.
De luchthaven wordt uitsluitend gebruikt door Chinese luchtvaartmaatschappijen: Air China, China Eastern Airlines, China Southern Airlines en Sichuan Airlines. Sedert 2010 is er een Tibetaanse luchtvaartmaatschappij gevestigd: Tibet Airlines.